# Kochegar
Pour plus de détails, voir Fiche technique et Distribution.
Kochegar ou selon la prononciation originale russe Kotchegar (Кочегар) est un drame policier, par Alekseï Balabanov, sorti le 13 octobre 2010 sur les écrans russes.

## Synopsis
Le film, qui se déroule au milieu des années 1990 à l'extérieur de Saint-Pétersbourg, raconte l'histoire d'un Iakoute, le major Skryabine, un vétéran de la guerre afghano-soviétique, qui travaille comme chauffeur dans la cave d'un bâtiment à chauffage central collectif.

## Fiche technique
- Titre original : Кочегар
- Titre français : Kochegar
- Réalisation et scénario : Alekseï Balabanov
- Musique : DiDula
- Photo : Alexandre Simonov
- Mise en scène : Anastasia Karimoulina
- Costumes : Nadejda Vassilieva
- Montage : Tatiana Kouzmitcheva
- Durée : 87 minutes
- Date de sortie :
  - Russie : 13 octobre 2010

## Distribution
- Mikhaïl Skriabine (ru) : Ivan Skriabine le major, vétéran de guerre d'Afghanistan
- Iouri Matveïev : « Bison »
- Aleksandr Mossine : le sergent
- Aïda Toumoutova : Sacha, fille du major Skriabine
- Anna Korotaïeva : Macha, fille du sergent
- Viatcheslav Telnov : Andreï Sergueïevitch
- Viatcheslav Pavlout : Fiodor Alekseïevitch
- Alina Politova : Lena
- Varvara Belokourva : Vera
- Piotr Semak (ru) : le colonel, père de Vera

## Récompenses
- Russian Guild of Film Critics - Meilleur film et meilleure musique en 2010
- GoEast - Lili d'or - Meilleur film en 2010
- Nika nommé parmi les 3 meilleurs films en 2010 pour la musique [2].